# BREAK TIME GIRLS
BREAK TIME GIRLS（ブレイクタイムガールズ、略称：BtG）は、スターダストプロモーション所属の女性タレントで結成された、6人組ガールズポップユニットである。
2018年9月23日に前身のブレイクタイムガールズ（カタカナ表記）が常設のユニットとして結成され、2019年12月28日をもって一旦活動休止に入った。2020年6月22日にBREAK TIME GIRLSと改名し再始動したが2024年12月21日に解散した。

## 概要
BREAK TIME GIRLSはスターダストプロモーション大阪営業所発の関西を拠点に活動する6人組ガールズポップユニットである。
BREAK TIME GIRLSが所属している部署は、スターダストプロモーションの女性アイドルが多数所属しているSTAR PLANET（旧 STARDUST PLANET）ではなく、ONE LOVE ONE HEARTなどが所属しているPlough Musicである。なお、BREAK TIME GIRLSメンバー個人としては、大山蒼生（アオイ）・吉田有梨沙（アリサ）・松元寧音（ネネ）・織田ひまり（ヒマリ）は第三事業部（旧 制作3部）、ひらり（ヒラリ）・川村悠里愛（ユリア）は新人部（スターダスト大阪）所属である。
キュート・クールどちらもあわせ持つ表情やパフォーマンスが特徴である。
あなたの心の拠り所（ブレイクタイム）となり、プラスワンの付加価値を提供できる存在を目指している。
2024年12月21日、大阪・Yogibo META VALLEYにて開催されたワンマンライブをもって解散した。
ブレイクタイムガールズ
BREAK TIME GIRLSの前身となるカタカナ表記のブレイクタイムガールズは、先輩女性アイドルグループのライブの幕間を盛り上げるというコンセプトで2018年9月23日に結成された。
はちみつロケットのライブ、ときめき♡宣伝部（現 超ときめき♡宣伝部）の新曲リリースイベントなどでオープニングアクトを務めた。また、先輩アイドルのライブ以外にもスターダストプロモーション沖縄営業所のイベントにブレイクタイムガールズがゲストとして出演したこともある。
ブレイクタイムガールズは、2019年12月28日のインストアイベントをもって活動休止となり、休止期間でのパフォーマンスレベル向上を目指すとしていた。
活動休止期間を経て、2020年6月22日に活動再開となった。活動再開にあたりユニット名を英語表記のBREAK TIME GIRLSへ改名した。またユニット名の改名と共にメンバーの活動名を漢字のフルネームから名前のみのカタカナ表記（大山蒼生→アオイ など）へと変更した。改名後の新コンセプトでは、「BREAK TIME」（ブレイクタイム）を「あなたの心の拠り所」と再定義している。

## メンバー
最終メンバー
| 名前   | フルネーム  | よみ            | 生年月日               | 出身   | 身長  | 特技                 | 趣味                                      | 備考 |
| ------ | ----------- | --------------- | ---------------------- | ------ | ----- | -------------------- | ----------------------------------------- | --- |
| アオイ | 大山 蒼生   | おおやま あおい | 2006年10月31日（18歳） | 大阪府 | 161cm | ダンス               | ピアノ                                    | |
| アリサ | 吉田 有梨沙 | よしだ ありさ   | 2006年6月9日（18歳）   | 大阪府 | 158cm | 水泳、ダンス         | 運動全般、体を動かすこと                  | |
| ネネ   | 松元 寧音   | まつもと ねね   | 2005年8月8日（19歳）   | 徳島県 | 161cm | 阿波踊り、歌、ダンス | ドラム演奏                                | |
| ヒマリ | 織田 ひまり | おりた ひまり   | 2006年6月8日（18歳）   | 大阪府 | 159cm | 五色百人一首、一輪車 | イラスト、バスケットボール                | NHK Eテレ『すイエんサー』すイエんサーガールズ 第9回日本制服アワード 女子グランプリ CONOMi イメージモデル |
| ヒラリ | ひらり      | ひらり          | 2010年1月16日（15歳）  | 奈良県 | 160cm | お菓子作り           | スケートボード                            | |
| ユリア | 川村 悠里愛 | かわむら ゆりあ | 2009年5月19日（15歳）  | 徳島県 | 155cm | ピアノ               | ダンス おしゃれ ヘアアレンジ 歌を歌うこと | 2022年夏、エビ中新メンバーオーディション最終審査進出（ユリア として）                                    |

活動中脱退メンバー
| 名前   | フルネーム  | よみ          | 生年月日              |
| ------ | ----------- | ------------- | --------------------- |
| ミサキ | 入江 美沙希 | いりえ みさき | 2006年7月19日（18歳） |

この他、「ブレイクタイムガールズ」として本格的にユニット活動していた時期に寺内瑚々那（てらうち ここな）が在籍していた。またそれ以前の「ブレイクタイムガールズ」というユニット名でレッスン発表していた時期に在籍していたメンバーも存在している。
ミサキ
ミサキ（入江美沙希）についての詳細は個人ページも参照。
- 入江 美沙希（いりえ みさき）、2006年7月19日（18歳）。
- 大阪府出身、身長162cm[22]。
- 特技：Y字バランス、縄跳びの後ろはやぶさ。趣味：クレイクラフト、ダンス[16]。個人インスタグラム[23]がある。
- 雑誌『Seventeen』専属モデル（2020年11月号 - ）。元『ニコ☆プチ』専属モデル。企業「HARUTA」イメージガール。

## 略歴

### ブレイクタイムガールズ（前史）

#### 2016年
- 10月2日 スターダスト大阪営業所☆女子部 ミニライブ&特典会（場所：TSUTAYA EBISUBASHI）開催された。このとき「ブレイクタイムガールズ」という表記が使われる。このときのメンバーは岩井里奈、宝川紗羅、山崎日和[24]。

#### 2017年
- 8月26日、スターダスト大阪営業所☆女子部「ちゃぷらいぶ、夏！2017」（場所：ちゃやまちプラザ）が開催され、ブレイクタイムガールズも出演した。このときのメンバーは大山蒼生、川本結月、宝川紗羅、西川陽菜、山﨑日和[25]。

#### 2018年
- 1月14日 スターダスト大阪営業所女子部 新春トークライブ 「新年のごあいさつさせてください！」（場所：TSUTAYA EBISUBASHI）開催された。このときのメンバーは大山蒼生、川本結月、宝川紗羅[26]。

### ブレイクタイムガールズ

#### 2018年
- 9月23日、大阪城公園ストリートライブ“城天”シンガーソングライターブース”S･O LIVEN UP（ソーライビンアップ）～城天ストリートライブ～にて初の路上ライブに出演[1]。このときのメンバーは大山蒼生、寺内瑚々那、松元寧音、吉田有梨沙、入江美沙希、織田ひまり。入江と織田はこの日が初参加となった。この日よりユニットとして定期的に活動していくことになる。

#### 2019年
- 6月8日、寺内瑚々那がブレイクタイムガールズとしての活動終了[27]。
- 8月25日、たこやきレインボーが企画する夏のライブイベントオオサカアイドルフェスティバル2019にて「私がオバさんになっても」を歌う彩木咲良のバックダンサーを「ブレイクタイムガールズ」の入江美沙希と松元寧音が務めた[28][29]。
- 12月28日、ソロイベント第5弾「Last ― two side―」（場所：TSUTAYA EBISUBASHI）でのインストアイベントをもって一旦活動休止となった[2]。

### BREAK TIME GIRLS

#### 2020年
- 6月22日、公式TikTok開設、初投稿[3]。
- 9月22日、女・組長祭2020（無観客生配信ライブ）に出演[30]。プレデビューとなる。

#### 2021年
- 1月1日、公式Twitter、公式YouTube、オフィシャルサイトを開設。
- 4月11日、公式YouTubeチャンネルにて「BREAK TIME GIRLS 配信イベント」を配信。
- 6月27日、TEAM SHACHIツアー大阪公演のステージに登場、ご挨拶トークをする。
- 7月23日、インストアイベントをHMV&BOOKS SHINSAIBASHIにて開催。BREAK TIME GIRLSとして初の対面イベントとなった。
- 8月20日、FM aiai 開局25周年記念イベント「aiaiフェスタ！」に出演。
- 10月3日、TOKYO IDOL FESTIVAL 2021に出演[31][32][33][34][35]。
- 10月3日からFM aiaiにてレギュラー番組『BREAK TIME GILRSのラジオDEぶれいく〜耳に入れてもいたくない！〜』（毎週日曜日20:00-20:30）がスタート。
- 10月17日、女・組長祭2021に出演[36]。
- 11月13日、インストアイベントをもりのみやキューズモールBASEにて開催[37]。
- 12月11日、JeffreyCampbellコラボレーション記念イベントをもりのみやキューズモールBASEにて開催[38]。

#### 2022年
- 1月29日、1stミニアルバム『FIRST TIME』が発売された。
- 10月23日、女・組長祭2022に出演[39]。

#### 2023年
- 5月3日、ミサキがユニット卒業[40][41]。
- 6月11日、ヒラリ・ユリアの2名が新メンバーとしてユニットに加入[42]。
- 9月17日、女・組長祭2023に出演[43]。
- 9月24日、1stアルバム『Moment』が発売された。2023年10月2日付のオリコン週間アルバムランキングで19位となった[44]。

#### 2024年
- 7月13日、SPARK2024 in KAWASAKIに出演[45]。
- 11月3日、女・組長祭2024に出演[46]。
- 11月22日・23日、横浜BUNTAIで行われたライブイベントSTARDUST THE PARTY 2024に出演[47]。
- 12月21日、4thワンマンライブ「 Time Treasure 」をもって解散した[4][48]。

## ディスコグラフィ

### 配信限定シングル
| #                          | 配信開始日                 | タイトル                   | 収録曲                                 | 備考                       |
| スターダストプロモーション | スターダストプロモーション | スターダストプロモーション | スターダストプロモーション             | スターダストプロモーション |
| -------------------------- | -------------------------- | -------------------------- | -------------------------------------- | -------------------------- |
| 1                          | 2021年4月11日              | LUCKY GIRL                 | 1. LUCKY GIRL 2. A to Z 3. Baby Baby!! | [ 49 ] [ 50 ]              |
| 2                          | 2021年11月27日             | Afterglow                  | 1. Afterglow                           | [ 51 ]                     |
| 3                          | 2022年7月31日              | Chewing gum                | 1. Chewing gum                         | [ 52 ]                     |
| 4                          | 2022年8月22日              | LOVE ROUTINE               | 1. LOVE ROUTINE                        | [ 53 ]                     |
| 5                          | 2022年9月18日              | Someday Sunday             | 1. Someday Sunday                      | [ 54 ]                     |
| 6                          | 2023年12月24日             | Hexa Land Special Edition  | 1. I’m New Me 2. WE CAN                | [ 55 ]                     |

### アルバム
| #                          | 発売日 （配信開始日）           | タイトル                   | 形態                       | 規格品番                   | 収録曲 | 順位                       | 備考   |
| スターダストプロモーション | スターダストプロモーション      | スターダストプロモーション | スターダストプロモーション | スターダストプロモーション | スターダストプロモーション | スターダストプロモーション |        |
| -------------------------- | ------------------------------- | -------------------------- | -------------------------- | -------------------------- | --- | -------------------------- | ------ |
| 1                          | 2023年9月24日 （2023年9月24日） | Moment                     | - CD                       | SDPC-1040                  | 1. Swish! 2. LOVE ROUTINE 3. Someday Sunday 4. Puppet 5. Chewing gum 6. Heart Crush 7. Attention 8. Wooo !!! 9. Enjoy!! 10. Hey,hey! | 019位                      | [ 57 ] |

『Moment』（モーメント）は、2023年9月24日にスターダストプロモーションから発売されたBREAK TIME GIRLSの1枚目のアルバムである。
CDアルバム発売日と同日に配信も開始された。
本アルバムには配信限定シングルが3曲収録されている。
2023年10月2日付のオリコン週間アルバムランキングで19位となった。
BREAK TIME GIRLSとして発売したフルアルバムは本作が唯一の作品となった。

### ミニアルバム
| #                          | 発売日 （配信開始日）           | タイトル                   | 形態                       | 規格品番                   | 収録曲                                                                  | 順位                       | 備考   |
| スターダストプロモーション | スターダストプロモーション      | スターダストプロモーション | スターダストプロモーション | スターダストプロモーション | スターダストプロモーション                                              | スターダストプロモーション |        |
| -------------------------- | ------------------------------- | -------------------------- | -------------------------- | -------------------------- | ----------------------------------------------------------------------- | -------------------------- | ------ |
| 1                          | 2022年1月29日 （2022年1月29日） | FIRST TIME                 | - CD - ６Pブックレット封入 | SDPC-1021                  | 1. Shake it 2. A to Z 3. LUCKY GIRL 4. Baby Baby!! 5. Afterglow         | 0                          | [ 61 ] |
| 2                          | （2022年12月18日）              | SECOND TIME                | - 配信限定                 |                            | 1. Wooo !!! 2. LOVE ROUTINE 3. Chewing gum 4. Someday Sunday 5. Enjoy!! |                            | [ 62 ] |
| 3                          | （2024年5月25日）               | THIRD TIME                 | - 配信限定                 |                            | 1. ADDICT 2. I’m New Me 3. Love me 4. Doku Doku 5. WE CAN               |                            | [ 63 ] |

- 1stミニアルバム『FIRST TIME』（2022年1月29日発売）[61]
  - 「BREAK TIME GIRLS」×「TOWER RECORDS」キャンペーン “TOWER な GIRL たち”を開催する[64]

| #  | タイトル        | 作詞                                | 作曲                                                           | 編曲                              |
| -- | --------------- | ----------------------------------- | -------------------------------------------------------------- | --------------------------------- |
| 1. | 「Shake it」    | Yu Shimoji                          | Eunsol(1008) Lauren Kaori                                      | Eunsol(1008)                      |
| 2. | 「A to Z」      | 木村友威                            | Leocchi                                                        | Leocchi                           |
| 3. | 「LUCKY GIRL」  | Hayato Yamamoto [ MUSIC FOR MUSIC ] | Soma Genda [MUSIC FOR MUSIC] Hayato Yamamoto [MUSIC FOR MUSIC] | Hayato Yamamoto [MUSIC FOR MUSIC] |
| 4. | 「Baby Baby!!」 | Zactori                             | Zactori                                                        | Zactori                           |
| 5. | 「Afterglow」   | 矢野水音                            | KIMY CAT                                                       | 片平翔大                          |

- 2ndミニアルバム『SECOND TIME』（2022年12月18日配信開始）[62]
- 3rdミニアルバム『THIRD TIME』（2024年5月25日配信開始）[63]

## ライブ

### ワンマンライブ
- BREAK TIME GIRLS 1st oneman live 「Heart Crush」（2023年3月26日 Music ClubJANUS（大阪）（2部制）、2023年4月8日 SHIBUYA PLEASURE PLEASURE（東京）（2部制）)[73]
- 2nd oneman live 「Hexa Land」（2023年10月15日 umeda TRAD（大阪）（2部制）、2023年10月28日 SHIBUYA PLEASURE PLEASURE（東京）（2部制）)[74]
- 3rd oneman live 「Moltize」（2024年6月16日 LIVE HOUSE バナナホール(大阪)（2部制）)[75]
- 4th oneman live 「 Time Treasure 」（2024年12月21日 Yogibo META VALLEY (大阪)（昼公演：Poppin’ Time ～ 4th oneman Special Event ～、夜公演：BREAK TIME GIRLS 4th oneman live 「Time Treasure」）)[76]

## 出演

### ラジオ
- 『BREAK TIME GILRSのラジオDEぶれいく〜耳に入れてもいたくない！〜』（2021年10月3日 - 2023年3月26日[77]、FM aiai、毎週日曜日 20:00 - 20:30）[78] - レギュラー番組
- 『FM aiai 開局25周年記念イベント「aiaiフェスタ！」』（2021年8月20日、FM aiai）

### その他
- シューズブランド「Jeffrey Campbell」イメージモデル（2021年）[79]